# Burgos (municipalité, Tamaulipas)
Pour les articles homonymes, voir Burgos (homonymie).
La municipalité de Burgos  est l'une des 43 municipalités de l'État de Tamaulipas, et est située dans la partie centrale de cet État. Située à l'ouest du golfe du Mexique, elle prend appui au sud sur le massif montagneux de la Sierra San Carlos, et appartient au bassin versant du fleuve Río San Fernando. Elle est limitrophe à l'ouest de l'État de Nuevo León. Son chef-lieu est la localité éponyme de Burgos. Elle dépend de la région San Fernando, qui est une des 6 subdivisions administratives de l'État de Tamaulipas.

## Géographie
La municipalité de Burgos s'étend d'ouest en est dans le bassin versant du fleuve Río San Fernando, également nommé Río Conchos. Inscrite essentiellement dans un paysage de plaines et de collines, elle prend appui au sud sur le massif montagneux de la Sierra San Carlos, avec une altitude oscillant entre 50 et 800 mètres. Son chef-lieu, la localité éponyme de Burgos, se trouve dans la partie centrale de son territoire, sur les bords de la rivière Río Burgos, à une altitude de 193 mètres. Son territoire couvre une superficie de 1922,72km², et était peuplée en 2020 de 4256 habitants.
Cette municipalité fait partie de la région San Fernando, qui est une des 6 subdivisions administratives de l'État de Tamaulipas, et regroupe les municipalités de Méndez, Burgos, Cruillas et San Fernando.
Elle est limitrophe au nord de la municipalité de Méndez, à l'ouest, dans l'État de Nuevo León, de celles de China, de General Terán et de Linares, au sud, à nouveau dans l'État de Tamaulipas, de celles de San Carlos, de San Nicolás et de Cruillas, et à l'est de celle de San Fernando.

## Composition et démographie
La municipalité était composée en 2010 de 259 localités.
| Localité                       | Population |
| ------------------------------ | ---------- |
| Burgos                         | 1 333      |
| Cándido Aguilar                | 402        |
| Lázaro Cárdenas (Rancho Nuevo) | 319        |
| El Pedregal                    | 159        |

En plus de l'espagnol, plusieurs langues amérindiennes sont parlées dans la municipalité, dont les principales sont par ordre d'importance : le nahuatl.

## Histoire
La ville de Burgos est fondée le 20 février 1749, dans le contexte de la création et de la fondation de la province de Nouvelle-Santander, par José de Escandón, entre 1748 et 1755,.